# Wybory do Parlamentu Europejskiego w Czechach w 2014 roku
Wybory do Parlamentu Europejskiego VIII kadencji w Czechach zostały przeprowadzone 23 i 24 maja 2014. W ich wyniku wybrano 21 eurodeputowanych. Frekwencja wyniosła 18,2%.

## Wyniki wyborów
| Lista wyborcza                                                     | Głosy     | %     | Mandaty | Zmiana |
| ------------------------------------------------------------------ | --------- | ----- | ------- | ------ |
| ANO 2011                                                           | 244 501   | 16,13 | 4       | +4     |
| TOP 09 i STAN                                                      | 241 747   | 15,95 | 4       | +4     |
| Czeska Partia Socjaldemokratyczna                                  | 214 800   | 14,17 | 4       | –3     |
| Komunistyczna Partia Czech i Moraw                                 | 166 478   | 10,98 | 3       | –1     |
| Unia Chrześcijańska i Demokratyczna – Czechosłowacka Partia Ludowa | 150 792   | 9,95  | 3       | +1     |
| Obywatelska Partia Demokratyczna                                   | 116 398   | 7,67  | 2       | –7     |
| Partia Wolnych Obywateli                                           | 79 540    | 5,24  | 1       | +1     |
| Czeska Partia Piratów                                              | 72 514    | 4,78  | 0       | –      |
| Partia Zielonych                                                   | 57 240    | 3,77  | 0       | –      |
| Świt Demokracji Bezpośredniej                                      | 47 306    | 3,12  | 0       | –      |
| Pozostali                                                          | 124 215   | 8,24  | 0       | –      |
| Razem                                                              | 1 527 367 | 100   | 21      | –1     |